# Маакия амурская
Маакия амурская, либо кладрастис амурский (лат. Maackia amurensis) — вид двудольных растений рода Маакия (Maackia) семейства Бобовые (Fabaceae). Вид впервые описан российско-австрийским ботаником Францем Ивановичем Репрехтом.
Другое (тривиальное) название — акация Маака; среди местных жителей дерево известно также как «акатник амурский».

## Распространение и экология

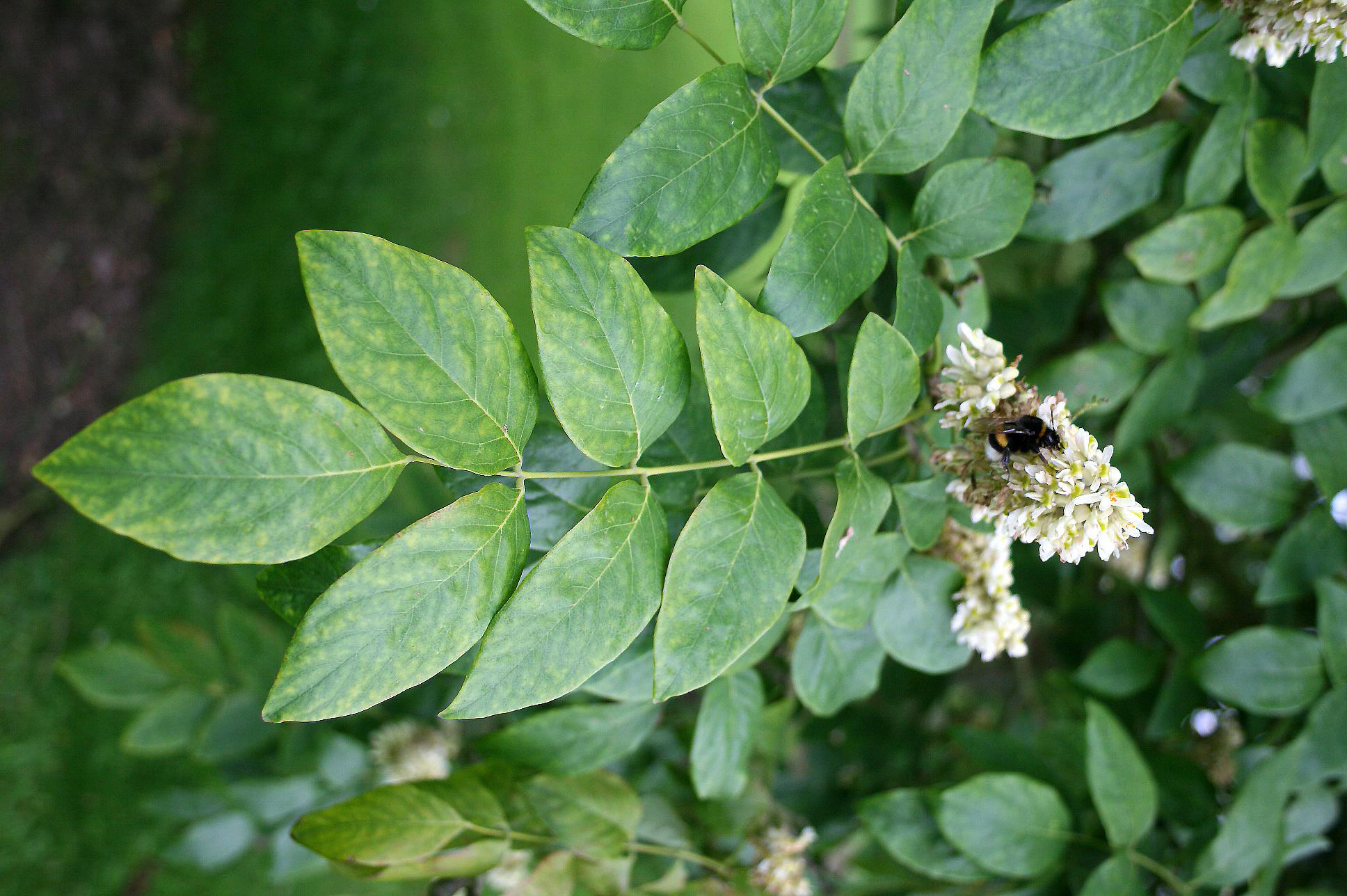
Общий вид листьев и соцветия маакии амурской

Распространена в Китайской Народной Республике (провинции Хэбэй, Хэйлунцзян, Гирин, Ляонин, Внутренняя Монголия, Шаньдун), на Корейском полуострове. В России естественно произрастает на Дальнем Востоке: в Приморском и Хабаровском краях и юго-восточных районах Амурской области. На запад доходит до Благовещенска, на север (по Амуру) — до Мариинска.
Растёт одиночно и группами по опушкам смешанных и лиственных лесов, чаще в долинах рек, по широким облесившимся оврагам. В горы поднимается до 300—400 м, по другим источникам до 900 м над уровнем моря.
К почве относительно требовательна, но и сама, как бобовое растение, обогащает почву азотом. Предпочитает плодородные, достаточно влажные и даже сырые, но хорошо дренированные почвы. Мирится с бедными почвами, но не выносит недостатка почвенной влаги. Теневынослива, но на свету лучше развивается, цветёт и плодоносит. Доживает до 200—230 лет.
В результате рубок и пожаров даёт поросль и сильно кустится. Разводится весенним посевом доброкачественных семян, предварительно ошпаренных крутым кипятком.

## Ботаническое описание
Дерево до 12—20 м, иногда большей высоты и до 30—40 см в диаметре ствола, чаще же деревья не превышают 10 м высоты, а на севере ареала и после рубок и пожаров принимают формы крупных кустов. 
Крона густая, округлая. Кора желтовато-коричневая, лоснящаяся, местами с отслаивающейся и закручивающейся коркой. Побеги и молодые листья густо покрыты серебристыми волосками, вскоре исчезающими. 
Листья сложные, непарноперистые, очередные, 10—30 см длины, с 7, реже — с 9 листочками. Листочки удлиненно-яйцевидные, с тупозаостренной верхушкой, цельнокрайние, взрослые — голые, плотные, 5—7 см длины и 3—4 см ширины, верхние пары супротивные, нижние —на 3—6 мм смещены относительно друг друга. 
Цветки белые или слегка кремовые, обоеполые, неправильные (зигоморфные), на цветоножках 3 мм длины, собраны в конечные густые кисти 10—18 см длины. 
Бобы плоские, почти линейной формы, 4—7 см длины и 1,3—1,7 см ширины, тёмно-бурые, с 3—7 продолговатыми зеленовато-коричневыми семенами. Цветет в июле. Плоды созревают в конце сентября, а на ceвере ареала часто не вызревают. 1 кг семян содержит около 25 тысяч семян.
Число хромосом — 2n=18.

## Химический состав
В листьях содержится много протеина и мало клетчатки.
| Время сбора | Вода, % | % от абсолютно сухого вещества | % от абсолютно сухого вещества | % от абсолютно сухого вещества | % от абсолютно сухого вещества | % от абсолютно сухого вещества |
| Время сбора | Вода, % | Золы                           | Протеина                       | Жира                           | Клетчатки                      | БЭВ                            |
| ----------- | ------- | ------------------------------ | ------------------------------ | ------------------------------ | ------------------------------ | ------------------------------ |
| 1 июня      | 76,5    | 5,6                            | 29,3                           | 4,1                            | 15,8                           | 45,2                           |
| 20 августа  | —       | 5,6                            | 19,2                           | 3,7                            | 17,6                           | 53,9                           |
| 15 сентября | —       | 5,7                            | 17,3                           | 2,4                            | 25,6                           | 49,0                           |
| Среднее     | —       | 5,6                            | 21,8                           | 3,4                            | 19,7                           | 49,5                           |

## Значение и применение
Культивируется. Используется как декоративное, лекарственное и техническое растение. Может выращиваться в парках, на придорожных участках, городских улицах.
Медоносное и пыльценосное растение. Продуктивность нектара 100 цветками 32,6 мг сахара. На юге Приамурья в местах обильного распространения контрольный улей показывал 1,6 кг привеса в день. Продуктивность мёда чистыми насаждениями 40—60 кг/га. Посещается пчёлами лишь в годы слабого цветения и нектаровыделения липы. 
Пятнистые олени круглый год удовлетворительно поедают конечные листочки сложного листа. Сельскохозяйственными животными листья не поедаются.

### Свойства древесины
Древесина с узкой ярко-жёлтой заболонью и тёмно-коричневым ядром, рассеянно сосудистая, с признаками кольцесосудистости, твёрдая, прочная, с красивой окраской и текстурой. Пригодна для ножевой фанеры, столярно-токарных изделий, паркета, гнутой мебели. Твёрдость и крепость древесины не везде одинакова и связывается с условиями произрастания — на горах и возвышенностях, на хорошей почве, древесина мягка и тверда, а на сырых и мокрых низменностях хрупка и непрочна. В ядровой части древесины содержится около 1,5 % таннидов, а в коре молодых ветвей — 11 %. Запасы древесины весьма незначительны.
| Свойства                     | Хабаровский край | Средние | РТМ, 1962 |
| ---------------------------- | ---------------- | ------- | --------- |
| Объёмный вес (г/см³)         | 0,53             | 0,55    | 0,56      |
| Коэффициент усушки в %:      |                  |         |           |
| радиальной                   | 0,10             | 0,10    | —         |
| танценциальной               | 0,25             | 0,25    | —         |
| объёмной                     | 0,36             | 0,36    | —         |
| Предел прочности кгс/см²:    |                  |         |           |
| при сжатии вдоль волокон     | 399              | 398     | 397       |
| при статическом изгибе       | 750              | 826     |           |
| при растяжении вдоль волокон | 1160             | 1160    | —         |
| Твёрдость кгс/см²:           |                  |         |           |
| торцовая                     | 378              | 378     | —         |
| радиальная                   | 320              | 335     | 349       |
| тангенциальная               | 345              | 325     | 306       |

Противостоит гниениюлучше дуба и других твёрдых пород, вследствие чего китайцы считали дерево драгоценным для колодезных срубов. Гольды использовали это дерево на нагели к лодкам и утверждали, что нагели из акации не боятся ни воды, ни сухости, не ломаются и всегда переживают сами лодки.

### Прочее
Выдерживала зимы европейской части бывшего СССР. Обильно плодоносила в условиях климата Тулы, Москвы, Санкт-Петербурга.

## Вопросы охраны
Маакия амурская внесена в Красную книгу Амурской области России. В Красной книге России растение отсутствует, поскольку в Приморском крае этот вид широко распространён и легко самовозобновляется.

## Систематика
Синонимичные названия:
- Cladrastis amurenzis (Rupr. & Maxim.) Benth.
- Maackia amurensis var. typica R.C.Schneid.

Подвид — Maackia amurensis subsp. buergeri (Maxim.) C.K.Schneid..

### Книги
- Воробьёв Д. П. Дикорастущие деревья и кустарники Дальнего Востока. — Л.: Наука, Ленингр. отд., 1968. — С. 149—150. — 276 с. — 3000 экз.
- Пахомов И. Д. Физико-механические свойства древесины дальневосточных пород. — М.: Лесная промышленность, 1965. — С. 44—46. — 97 с. — 1000 экз.
- Ларин И. В. Кормовые растения сенокосов и пастбищ СССР : в 3 т. / под ред. И. В. Ларина. — М. ; Л. : Сельхозгиз, 1951. — Т. 2 : Двудольные (Хлорантовые — Бобовые). — С. 531. — 948 с. — 10 000 экз.
- Прогунков В. В. Ресурсы медоносных растений юга Дальнего Востока. — Владивосток: Издательство Дальневосточного университета, 1988. — С. 54. — 228 с. — 5000 экз.
- Строгий А. А. Деревья и кустарники Дальнего Востока. — М.: ДАЛЬГИЗ, 1934. — С. 11—13. — 230 с.
- Усенко Н. В. Деревья, кустарники и лианы Дальнего Востока : справочная книга / худ. Посохов А. Н. — 2-е изд., перераб. и доп. — Хабаровск : Хабаровское книжное издательство, 1984. — С. 130–131. — 272 с. — 20 000 экз.

### Статьи
- Прогунков В. В. Медоносы юга Дальнего Востока // Пчеловодство : журнал. — 1987. — № 12. — С. 13—14.
- Прогунков В. В. Медоносные растения периода динозавров // Пчеловодство : журнал. — 2010. — № 1. — С. 19. — ISSN 0369—8629.